# Jaya Vira
Jaya Vira o Jayawira Astana fou rei de Senkadagala (Kandy) del 1511 al 1551. Era fill de Senasammata Wikramabahu al que va succeir a la seva mort.
Jaya Vira Astana es va casar amb una princesa de la noble família dels Kiravelle amb la que va tenir dos fills: Karaliayadda o Karalliayadde Kumara Bandara i una princesa la qual es va casar amb Dharmapala, rei de Kotte (1551-1597)
La primera esposa de Jaya Vira es va morir i aquest es va tornar a casar amb una princesa del clan Gampola, el que era contrari al protocol acceptat pel matrimoni; amb aquesta princesa hauria tingut almenys un fill doncs sembla que el seu fill Karalliayadde es va enfrontar amb el seu pare i el va enderrocar a causa que aquest afavoria al fill del segon matrimoni.
El 1521 va facilitar un exèrcit a Mayadunne gràcies al qual, juntament amb els seus germans Bhuvaneka Bahu VII i Para Raja Singha (Rayigam Bandara), van posar fi al regnat del seu pare Vijayabahu VII. Es va produir un repartiment del regne i Mayadunne va obtenir el territori de Sitawaka, situat a l'oest dels territoris de Jaya Vira
El 1547 els portuguesos van avançar cap a Uda Rata, però allí van trobar una forta oposició i els portuguesos foren rebutjats i van haver de fugir abandonant el seu equipament (que van cremar). Els singalesos van perseguir als fugitius i al arribar al regne de Sitawaka (governat per Mayadunne) ja la meitat havien estat morts i tots els que quedaven estaven ferits. Mayadunne va aprofitar la situació, va ajudar els portuguesos i va influir en Barreto contra Bhuvaneka Bahu VII, al que va acusar de col·laborar amb Uda Rata en els recents esdeveniments.